# Streptocarpus hilburtianus
Streptocarpus hilburtianus är en tvåhjärtbladig växtart som beskrevs av T.J. Edwards. Streptocarpus hilburtianus ingår i släktet Streptocarpus och familjen Gesneriaceae. Inga underarter finns listade i Catalogue of Life.